# Carlo II d'Austria
Carlo II Francesco d'Austria (Vienna, 3 giugno 1540 – Graz, 10 luglio 1590) è stato arciduca d'Austria, membro della dinastia degli Asburgo e ha governato sull'Austria Interiore dal 1564 fino alla sua morte.

## Biografia
Fu il terzo figlio di Ferdinando I, imperatore del Sacro Romano Impero, e di Anna di Boemia e Ungheria, a sua volta figlia del re Vladislao II di Boemia e Ungheria e di sua moglie Anna di Foix-Candale.
Diversamente dal fratello, Massimiliano II d'Asburgo, Carlo fu cattolico e promosse la controriforma, per esempio invitando i gesuiti nel suo ducato. Tuttavia fu tollerante verso i protestanti, come dimostra, nel 1572, la pacificazione religiosa di Bruck che permetteva la libertà di culto in Stiria, Carinzia e Carniola.
Nel 1580, comprò uno stallone proveniente da Lipizza, giocando così un ruolo di primo piano nella creazione della razza dei lipizzani. Nel 1585, fondò l'Università di Graz che, dopo la sua morte, venne chiamata Karl-Franzens-Universität, prendendo appunto nome da lui.
Sotto il suo regno fu eretta la fortezza di Karlstadt/Karlovac in Croazia, necessaria come linea di difesa contro i turchi. Tuttavia Carlo II è ricordato principalmente come benefattore delle arti e delle scienze ed annoverò tra i suoi protetti molti artisti.
Fu sepolto in un mausoleo a Seckau, luogo in cui sono sepolti anche altri membri della famiglia Asburgo.

## Matrimonio
Nel 1559 e di nuovo dal 1564 al 1568, ci furono dei negoziati per un matrimonio tra Carlo ed Elisabetta I d'Inghilterra. I negoziati si trascinarono fino a quando Elisabetta decise che non avrebbe sposato l'arciduca; la religione era l'ostacolo principale, a parte il carattere della regina. Nel 1563, iniziarono i negoziati con Maria, regina di Scozia. Maria, però, non era d'accordo.
Il 26 agosto 1571, in una sontuosa cerimonia, prese in moglie la nipote Maria Anna di Wittelsbach, figlia di Alberto V di Baviera. Ebbero quindici figli:
- Ferdinando (1572);
- Anna (1573-1598), sposò Sigismondo di Svezia;
- Maria Cristina (1574-1621), sposò Sigismondo Báthory duca di Transilvania;
- Caterina Renata (1576−1595);
- Elisabetta (1577-1586);
- Ferdinando II (1578-1637);
- Carlo (1579-1580);
- Gregoria Massimiliana (1581−1597);
- Eleonora (1582−1620);
- Massimiliano Ernesto (1583−1616);
- Margherita (1584-1611), sposò Filippo III di Spagna;
- Ferdinando Leopoldo (1586-1632), sposò Claudia de' Medici;
- Costanza Renata (1588-1631), sposò Sigismondo di Svezia;
- Maria Maddalena (1589-1631), sposò Cosimo II de' Medici;
- Carlo (1590-1624).

## Ascendenza
|                        |                        |                            | Genitori                  |  |  | Nonni |  |  | Bisnonni                 |  |  | Trisnonni              |  |
|                        |                        |                            |                           |  |  |       |  |  | Massimiliano I d'Asburgo |  |  | Federico III d'Asburgo |  |
|                        |                        |                            |                           |  |  |       |  |  | Massimiliano I d'Asburgo |  |  | Federico III d'Asburgo |  |
|                        |                        | Eleonora d'Aviz            |                           |  |  |       |  |  | Massimiliano I d'Asburgo |  |  |                        |  |
| Filippo                |                        |                            |                           |  |  |       |  |  | Massimiliano I d'Asburgo |  |  |                        |  |
|                        |                        | Maria di Borgogna          | Carlo I di Borgogna       |  |  |       |  |  |                          |  |  |                        |  |
|                        |                        | Maria di Borgogna          | Carlo I di Borgogna       |  |  |       |  |  |                          |  |  |                        |  |
|                        |                        | Maria di Borgogna          | Isabella di Borbone       |  |  |       |  |  |                          |  |  |                        |  |
| Ferdinando I d'Asburgo |                        | Maria di Borgogna          |                           |  |  |       |  |  |                          |  |  |                        |  |
|                        |                        | Ferdinando II d'Aragona    | Giovanni II d'Aragona     |  |  |       |  |  |                          |  |  |                        |  |
|                        |                        | Ferdinando II d'Aragona    | Giovanni II d'Aragona     |  |  |       |  |  |                          |  |  |                        |  |
|                        |                        | Ferdinando II d'Aragona    | Giovanna Enríquez         |  |  |       |  |  |                          |  |  |                        |  |
| Giovanna di Castiglia  |                        | Ferdinando II d'Aragona    |                           |  |  |       |  |  |                          |  |  |                        |  |
|                        |                        | Isabella di Castiglia      | Giovanni II di Castiglia  |  |  |       |  |  |                          |  |  |                        |  |
|                        |                        | Isabella di Castiglia      | Giovanni II di Castiglia  |  |  |       |  |  |                          |  |  |                        |  |
|                        |                        | Isabella di Castiglia      | Isabella del Portogallo   |  |  |       |  |  |                          |  |  |                        |  |
| Carlo II d'Austria     |                        | Isabella di Castiglia      |                           |  |  |       |  |  |                          |  |  |                        |  |
|                        | Casimiro IV di Polonia | Ladislao II di Polonia     |                           |  |  |       |  |  |                          |  |  |                        |  |
|                        | Casimiro IV di Polonia | Ladislao II di Polonia     |                           |  |  |       |  |  |                          |  |  |                        |  |
|                        | Casimiro IV di Polonia | Sofia Alšėniškė            |                           |  |  |       |  |  |                          |  |  |                        |  |
| Ladislao II di Boemia  | Casimiro IV di Polonia |                            |                           |  |  |       |  |  |                          |  |  |                        |  |
|                        |                        | Elisabetta d'Asburgo       | Alberto II d'Asburgo      |  |  |       |  |  |                          |  |  |                        |  |
|                        |                        | Elisabetta d'Asburgo       | Alberto II d'Asburgo      |  |  |       |  |  |                          |  |  |                        |  |
|                        |                        | Elisabetta d'Asburgo       | Elisabetta di Lussemburgo |  |  |       |  |  |                          |  |  |                        |  |
| Anna Jagellone         |                        | Elisabetta d'Asburgo       |                           |  |  |       |  |  |                          |  |  |                        |  |
|                        |                        | Gastone II di Foix-Candale | Giovanni di Foix-Candale  |  |  |       |  |  |                          |  |  |                        |  |
|                        |                        | Gastone II di Foix-Candale | Giovanni di Foix-Candale  |  |  |       |  |  |                          |  |  |                        |  |
|                        |                        | Gastone II di Foix-Candale | Margaret de la Pole       |  |  |       |  |  |                          |  |  |                        |  |
| Anna di Foix-Candale   |                        | Gastone II di Foix-Candale |                           |  |  |       |  |  |                          |  |  |                        |  |
|                        |                        | Caterina di Navarra        | Gastone IV di Foix        |  |  |       |  |  |                          |  |  |                        |  |
|                        |                        | Caterina di Navarra        | Gastone IV di Foix        |  |  |       |  |  |                          |  |  |                        |  |
|                        |                        | Caterina di Navarra        | Eleonora di Navarra       |  |  |       |  |  |                          |  |  |                        |  |
|                        |                        | Caterina di Navarra        |                           |  |  |       |  |  |                          |  |  |                        |  |